# 奥山利幸
奥山 利幸（おくやま としゆき、1962年 - ）は、日本の経済学者。法政大学副学長。法政大学経済学部国際経済学科教授。

## 略歴
1986年に法政大学経済学部経済学科卒業。法政大学大学院社会科学研究科 経済学専攻博士前期修了、1993年 - 法政大学大学院社会科学研究科 経済学専攻博士後期 単位取得満期退学。
その後、米ワシントン大学経済学研究科 博士後期修了。
1995年に弘前大学人文学部助教授として着任。法政大学経済学部助教授。2002年より法政大学経済学部教授。
2005年にワシントン大学客員研究員となる。
法政大学大学院経済学研究科 研究科長。法政大学経済学部学部長を経て、法政大学副学長に就任。。

## 著作等

### 単著
- 『ミクロ経済学』（白桃書房、2009年）

### 論文
- 『Essays on Monetary Economics：Money and Business Cycles』（Ph.D論文、1993年）
- 『Financial Market Imperfection and Non－Neutrality of Money』（文経論叢、29(1・2)、1-17、1994年）
- 『「新しい企業理論」へむけて』（経済志林、65(4)、157-187、1998年）
- 『取引過程と価格形成の理論―サーベイと今後の方向性―』（経済志林、68(3・4)、85-128、2001年）
- 『分業と規模の経済』（経済志林、73(3)、495-517、2006年）
- 『サッチャリズム 経済的自由の回復』（曽村充利編『新自由主義は文学を変えたか』法政大学出版局、39-66、2008年）
- 『競争市場 vs. 独占的競争 : 非競合的技術進歩のマクロ的効果』（経済志林、80(3)、229-258、2013年）など

## 専門分野
- 理論経済学[1]
- 応用経済学